# Soma Bringer
Soma Bringer (ソーマブリンガー) est un jeu vidéo de type action-RPG développé par Monolith Soft et édité par Nintendo, sorti en 2008 sur Nintendo DS.

## Accueil
- Famitsu : 32/40[1]
- GamesRadar : 3,5/5[2]